# Левченки (Роменский район)
Левченки (укр. Левченки) — село, Долгополовский сельский совет, Роменский район, Сумская область, Украина.
Код КОАТУУ — 5924185802. Население по переписи 2001 года составляло 184 человека.

## Географическое положение
Село Левченки находится в 2,5 км от левого берега реки Олава. Расположено на расстоянии в 1,5 км от села Долгополовка, в 2-х км от сёл Зеленовщина и Коржи, в 5-и км от города Ромны. По селу протекает пересыхающий ручей с запрудами.  Рядом проходит автомобильная дорога Н-07.

## Экономика
- Молочно-товарная ферма.
- КСП «Левченковское».

## Объекты социальной сферы
- Школа.